# Askasrivier (Maattarivier)
De Askasrivier (Askasjoki) is een beek die stroomt in de Zweedse  gemeente Kiruna. De beek verzorgt de afwatering van een aantal meren. Ze stroomt naar het zuidwesten en levert haar water in bij de Maattarivier.
Afwatering: Askasrivier → Maattarivier → Vittangirivier → Torne → Botnische Golf